# 米の銘柄
米の銘柄（こめのめいがら）とは、米に付けられた銘柄（ブランド）のこと。転じて、銘柄を有する米を銘柄米という。

## 銘柄米の区分

### 単一銘柄米
産地、品種および産年が同一で、農産物検査法による証明を受けた原料玄米を100%使用したもの。それら（三点セット）と、「使用割合10割」を表示する。
たとえば、「○○県産△△ヒカリ」という表示の仕方をする。産地を示さず、単に「△△ヒカリ」などとして販売することは認められない。

### 複数銘柄米
複数の銘柄米を原料としたもの。複数原料米、あるいはブレンド米、混合米と呼ばれることもある。
原産国毎に使用割合を表示し（日本産は国内産と表示）、証明を受けている原料玄米について、「使用割合」と、その多い順に、産地、品種、産年、の全てまたは一部を表示できる。

## 法的根拠
日本で、農産物全般の品質表示基準は、JAS法（農林物資の規格化及び品質表示の適正化に関する法律）によって定められる。名称と原産地表示は一般消費者向けの共通表示事項である。2000年6月10日に施行された改正JAS法で、それまで適用対象外であった米（玄米及び精米）についても原産地表示を行うことに変更され、「玄米及び精米品質表示基準」が告示された。
これを受けて、農産物検査法による公示の農産物規格規程では、品位の規格と共に、産地品種銘柄として都道府県毎に幾つかの稲の品種が予め定められている。
国産玄米は、米穀検査で、品位の規格に合格すると、その品種と産地と産年の証明を受ける。
輸入品は輸出国による証明を受ける。
農産物については、それが収穫された土地が原産地とされるが、都道府県名のかわりに「市町村名その他一般に知られている地名」を使用することもできる。輸入品の場合は、「アメリカ産」または「オーストラリア産」などと、原産国名がかわりに記載される。
証明を受けていない原料玄米については「未検査米」等と表示し、品種を表示できない。情報公開より偽装防止を優先しているともいえる。